# 梅港乡
梅港乡，是中华人民共和国江西省上饶市余干县下辖的一个乡镇级行政单位。

## 行政区划
梅港乡下辖以下地区：
梅港村、炭埠村、三联村、蒋坊村、三异村、杜家岭村、董家村、大山村、青山村、寨上村、王化村、早里源村、维城村、油源村、老虎口村、赤岭村、樟山村、库管村、金埠村、黄芽村、鹤源村、畈头村、畈头一村、畈头二村和蛟龙村。